# Sotosalbos
Sotosalbos ist ein kleines zentralspanisches Bergdorf mit nur noch 135 Einwohnern (Stand: 2024) in der Provinz Segovia in der Autonomen Gemeinschaft Kastilien und León.

## Lage und Klima
Sotosalbos liegt am Südostrand der kastilischen Hochebene (meseta)in einer Höhe von etwa 1170 m an der alten Straße zum Puerto de Malangosto, einem ehemals strategisch und wirtschaftlich bedeutsamen Bergpass (ca. 1930 m) in der Sierra de Gredos, der Segovia mit Toledo und Madrid verband. Die Stadt Segovia befindet sich etwa 20 km in südwestlicher Richtung entfernt. Wegen der Höhenlage ist das Klima im Winter durchaus kalt, im Sommer dagegen mild; Regen (ca. 515 mm/Jahr) fällt – mit Ausnahme der eher trockenen Sommermonate – übers Jahr verteilt.

## Bevölkerungsentwicklung
| Jahr      | 1857 | 1900 | 1950 | 2000 | 2019 |
| Einwohner | 427  | 413  | 302  | 124  | 120  |

Aufgrund der Mechanisierung der Landwirtschaft, der Aufgabe von bäuerlichen Kleinbetrieben und des daraus resultierenden Wegfalls von Arbeitsplätzen ist die Einwohnerzahl der Gemeinde seit der Mitte des 20. Jahrhunderts deutlich zurückgegangen.

## Wirtschaft
Ursprünglich dürfte der Platz lediglich als Sommerweide gedient haben und erst um das Jahr 1100 besiedelt worden zu sein. Wie in den meisten Bergdörfern, so lebten auch die Bewohner von Sotosalbos jahrhundertelang ganz wesentlich als Selbstversorger von der Landwirtschaft, d. h. in erster Linie der Milch- und Käseproduktion. Ackerflächen sind aufgrund der Höhenlage nur für den Anbau von Gerste geeignet; nur in Tallagen gedeiht auch etwas Weizen. Seit dem ausgehenden 20. Jahrhundert spielt der Wander- und Tagestourismus eine gewisse Rolle im örtlichen Wirtschaftsleben.

## Geschichte
Bis zur Rückeroberung (reconquista) Toledos im Jahre 1080 gehörte auch die Region von Sotasalbos zu einem entvölkerten, weil immer wieder zwischen Christen und Mauren umkämpften Niemandsland zwischen Flüssen Tajo im Süden und Duero im Norden. Nach der Rückeroberung wurden viele Anstrengungen unternommen, das Gebiet schnellstmöglich wieder mit Christen aus dem Norden Spaniens oder aus Al-Andalus zu bevölkern (repoblación). In einer Urkunde des Jahres 1122 taucht erstmals der Name Sotis Albis (deutsch etwa: „weiße Bäume“) auf, der sich jedoch bereits ein Jahrhundert später zu Sotos Albos weiterentwickelt hat. Der Ort gehörte mehrere Jahrhunderte zum Bistum Segovia, bis er im Jahre 1536 an den damaligen Herzog von Béjar Pedro de Zúñiga verkauft wurde.

## Sehenswürdigkeiten

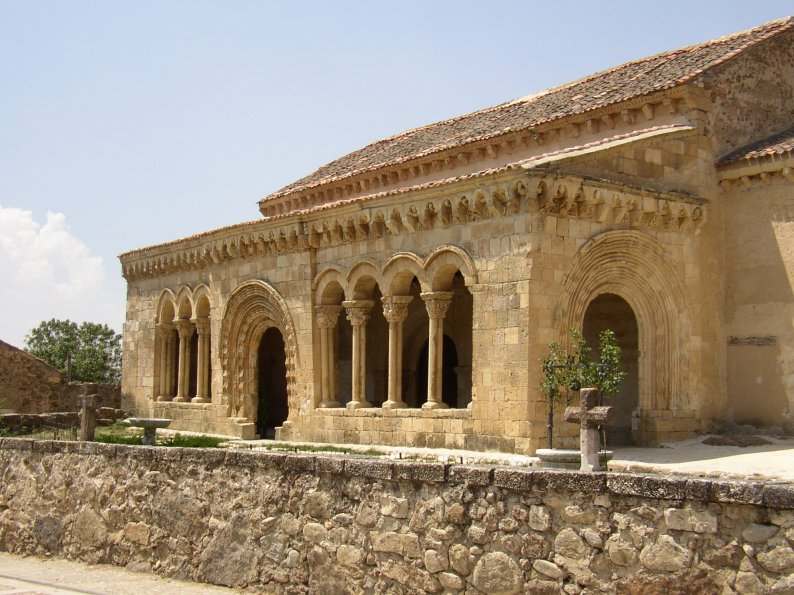
Friedhof und Südvorhalle

- Die dem Erzengel Michael geweihte Kirche (San Miguel Arcangel) stammt aus dem 12. Jahrhundert und ist eines der schönsten Beispiele einer Kirche mit Südvorhalle (portico), wie es sie in den Provinzen Segovia, Soria, Guadalajara und Burgos noch häufiger gibt (vgl. Jaramillo de la Fuente, San Pedro (Caracena) u. a.). Der religiöse und/oder weltliche Zweck dieser Vorhallen ist umstritten – Versammlungsort der Gemeinde vor der Messe oder vor Prozessionen und/oder sakrosankter Treffpunkt und Beratungsort der Gemeindeältesten bei Gerichtsprozessen etc. Die asymmetrisch gestaltete Südvorhalle der Kirche in Sotosalbos gehört jedenfalls zu den schönsten und am reichsten ausgestatteten Beispielen ihrer Art. Das Dekor der beiden Portale der Vorhalle besteht aus – nicht durch Kapitelle unterbrochenen – Zickzackmotiven wie es auch an der Kirche von San Pedro de Gaíllos u. a. zu finden ist. Die Kirche hat keinen Westturm, sondern einen erst im 13. Jahrhundert hinzugefügten Turm auf der Nordseite; darüber hinaus verfügt sie nur über eine flache Apsis. Im Innern des Chorbereichs finden sich noch einige Freskenreste, darunter ein Löwe des Evangelisten Markus.

Umgebung
- Etwa 5 km östlich in einem Waldgebiet liegen die Ruinen des ehemaligen Zisterzienser-Klosters Sotos Albos.

## Persönlichkeiten
- Juan Ruiz (ca. 1284–1351) erwähnt Sotosalbos mehrfach in seinem Werk Libro de buen amor (auch Libro de los cantares genannt).